# Federico Fava
Federico Fava (Agugliaro, 2 marzo 1978) è uno sceneggiatore italiano, candidato al David di Donatello per la migliore sceneggiatura originale per Il signore delle formiche.

## Biografia
Ha conseguito la laurea in Storia e Critica del Cinema all'Università degli Studi di Padova con una tesi su Elio Petri. Successivamente, si è diplomato in sceneggiatura al Centro sperimentale di cinematografia. Nel 2005, ha sceneggiato il film documentario Inatteso. Ha lavorato come autore della soap opera CentoVetrine e del programma Alta infedeltà. Nel 2022, ha lavorato alla sceneggiatura di Acqua e anice. Nel 2023, è stato candidato al David di Donatello per la migliore sceneggiatura originale per Il signore delle formiche di Gianni Amelio.

## Filmografia

### Sceneggiatore

#### Cinema
- Inatteso, regia di Domenico Distilo (2005)
- Giorgione da Castelfranco, sulle tracce del genio, regia di Antonello Belluco (2010)
- Sperduti nel buio: storia di un film che c'era e non si trova più, e di un cinema che non c'era ma si voleva fare a tutti i costi, regia di Lorenzo Pezzano (2014)
- Mollami, regia di Matteo Gentiloni (2019)
- Gilles Villeneuve, l'Aviatore, regia di Giangiacomo de Stefano (2022)
- Il signore delle formiche, regia di Gianni Amelio (2022)
- Acqua e anice, regia di Corrado Ceron (2022)
- Zucchero - Sugar Fornaciari, regia di Giangiacomo de Stefano e Valentina Zanella (2023)
- L'invenzione di noi due, regia di Corrado Ceron (2024)

#### Televisione
- Alta infedeltà - programma TV, 5 episodi (2016)
- Belcanto, regia di Carmine Elia – serie TV (2025)

#### Cortometraggi
- Quello che sento, regia di Fabio Mollo (2004)
- Soap Opera, regia di Ulrik Brüel Gerber (2005)
- Carmilla, regia di Fabio Mollo (2006)
- Giganti, regia di Fabio Mollo (2007)
- Il Silenzio di Corviale, regia di Marco Danieli (2008)
- Chi non dorme, regia di Carmen Riccato (2013)
- The Way Home, regia di Federico Olivetti e Francesco Canova (2017)
- Fronte del Porto Marghera, regia di Alessandro Possati (2018)
- Passatempo, regia di Gianni Amelio (2019)

## Riconoscimenti
- David di Donatello
  - 2023 - Candidatura alla migliore sceneggiatura originale per Il signore delle formiche
- Premio Sergio Amidei 2023 per la migliore sceneggiatura cinematografica per Il signore delle formiche